# 동일본 여객철도 251계 전동차
JR 동일본 251계 전동차(일본어: JR東日本251系電車)는 주로 특급 슈퍼 뷰 오도리코 호로 운행하는 동일본 여객철도의 전동차이다. 10량 편성이며 1990년 및 1992년에 각 2개 편성이 제작되었으며 현재 40량이 다마치 차량센터에 배치되어 있다.

## 기기 배치
그린차인 1호차, 2호차 및 보통차인 10호차는 대차 사이의 차체가 2층 구조이다. 3호차에서부터 8호차까지는 2량으로 유닛을 구성하는 구동차이다. 동력 성능은 일본국유철도 211계 전동차에 유사하며 대차에는 요댐퍼를 갖추고 있다. 집전 장치는 객실 공간을 극대화 하기 위해 하부 교차형을 채용하였다. 구동차 모하 251 형은 집전장치, 제어기 및 저항기를 갖추고 있다. 구동차 모하 250형은 100번대를 제외해고 무정류자형 교류 전동 발전기 및 교류 구동 공기 압축기를 갖추고 있다. 4호차와 5호차 사이는 검사 수선시에 분리 가능하다.

## 차체
차체는 강철제이며 3호차에서 9호차까지는 1층 구조이지만 바닥 높이는 1580mm이다. 2002년 및 2003년에 차내 리뉴얼이 시공되었으며 9호차 및 10호차의 고정 대면 좌석을 포함하는 보통차 좌석을 회전식 리크라이닝 시트로 교환하였으며 10호차 보통 전망석도 좌석 간격이 개선되었으며 리크라이닝 시트가 되었다. 동시에 도색이 변경되었다. 2007년에는 그린차 개량이 시공되었으며 1호차 전망석의 좌석 간격이 확대되었다.

## 차내 설비
이 차량은 도쿄역을 출발하는 열차의 선두차가 1호차이다.
- 1호차: 쿠로 251 형식 - 정원 20명. 운전실 쪽은 전망석 6명분. 2층은 좌석 배열 2-1인 그린차. 1층은 살롱실 및 주방. 세면대, 남자 화장실 및 서양식 화장실 있음.
- 2호차: 사로 251 형식 - 정원 37명. 2층은 좌석 배열 1-2(바다 쪽이 1인석)인 그린차. 1층은 4인용 구분실(일본어로 個室 고시쓰[*] 라고 함)이 3개실 및 비상구가 있음. 출입문 부근에 서비스 카운터 있음. 2호차와 3호차 사이는 원칙적으로 일반인 통행 불가.
- 3호차: 모하 250 형식 - 보통차. 정원 56명. 남자 화장실 및 서양식 화장실 있음.
- 4호차: 모하 251 형식 100번대 - 보통차. 정원 64명. 세면대 및 서양식 화장실 있음.
- 5호차: 모하 250 형식 100번대 - 보통차. 정원 48명. 매점, 공중전화, 세면대, 남자 화장실 및 서양식 화장실 있음.
- 6호차: 모하 251 형식 - 보통차. 정원 64명. 세면대 및 서양식 화장실 있음.
- 7호차: 모하 250 형식 - 보통차. 정원 56명. 세면대 및 서양식 화장실 있음.
- 8호차: 모하 251 형식 - 보통차. 정원 64명. 세면대, 남자 화장실 및 서양식 화장실 있음.
- 9호차: 사하 251 형식 - 보통차. 정원 52 + 2명. 다목적실(휠체어 승객 우선석), 세면대, 남자 화장실 및 서양식 화장실 있음.
- 10호차 : 쿠로 251 형식 - 보통차. 정원 36명. 운전실 쪽은 전망석 12명분. 1층은 어린이 놀이방 및 수유실.

## 운용
전술한 바와 같이 특급 슈퍼 뷰 오도리코호로 운용하며 좌석 정원제 통근 쾌속열차인 홈 라이너 오다와라 및 오하요 라이너 신주쿠로 운행하는 경우도 있다. 출입문은 1, 4, 6, 8, 9호차에 있는 유리창이 없는 출입문은 원칙적으로 종착역에서만 열린다.

## 같이 보기
- 이즈 급행#특급 열차

## 참고 문헌
- 철도 픽토리얼 550, 566, 738 및 795호(철도도서간행회)